# Skånland (Nordland)
Skånland est une localité du comté de Nordland, en Norvège.

## Géographie
Administrativement, Skånland fait partie de la kommune de Steigen.